# منشأة شنوان
منشأة شنوان إحدى قرى مركز شبين الكوم التابع لمحافظة المنوفية بجمهورية مصر العربية.

## السكان
بلغ عدد سكان منشأة شنوان 2,247 نسمة، حسب الإحصاء الرسمي لعام 2006.